# فهرست شهرک‌ها و پارک‌های علم و فناوری ایران
فهرست زیر دربرگیرندهٔ شهرک‌ها و پارک‌های علم و فناوری در کشور ایران است:
- پارک علم و فناوری اردبیل
- شهرک علمی و تحقیقاتی اصفهان
- پارک علم و فناوری البرز
- پارک فناوری اطلاعات و ارتباطات البرز
- پارک علم و فناوری ایرانیان
- پارک علم و فناوری ایلام
- پارک علم و فناوری آذربایجان شرقی
- پارک علم و فناوری آذربایجان غربی
- پارک فناوری پردیس
- علم و فناوری خلیج فارس (بوشهر)
- پارک علم و فناوری دانشگاه تربیت مدرس
- پارک علم و فناوری دانشگاه تهران
- پارک علم و فناوری دانشگاه صنعتی شریف
- پارک علم و فناوری دانشگاه علامه طباطبایی
- پارک علم و فناوری دانشگاه کاشان
- پارک علم و فناوری دانشگاه آزاد اسلامی
- پارک علم و فناوری دانشگاه علوم پزشکی و خدمات بهداشتی و درمانی ایران
- پارک علم و فناوری دانشگاه شهیدبهشتی
- پارک علم و فناوری شهید سلیمانی دانشگاه علوم پزشکی تهران
- پارک ملی علوم و فناوری های نرم و صنایع فرهنگی
- پارک علم و فناوری سازمان پژوهش های علمی و صنعتی ایران
- پارک علم و فناوری چهارمحال و بختیاری
- پارک علم و فناوری خراسان جنوبی
- پارک علم و فناوری خراسان رضوی
- پارک علم و فناوری خراسان شمالی
- پارک علم و فناوری خوزستان
- پارک علم و فناوری دانشگاه تحصیلات تکمیلی علوم پایه زنجان
- پارک علم و فناوری زنجان
- پارک علم و فناوری دانشگاه سمنان
- پارک علم و فناوری سمنان
- پارک علم و فناوری سیستان و بلوچستان
- پارک علم و فناوری فارس
- پارک علم و فناوری قزوین
- پارک علم و فناوری قم
- پارک علم و فناوری کردستان
- پارک علم و فناوری کرمان
- پارک علم و فناوری دانشگاه تحصیلات تکمیلی و فناوری پیشرفته کرمان
- پارک علم و فناوری کرمانشاه
- پارک علم و فناوری کهگیلویه و بویراحمد
- پارک علم و فناوری گلستان
- پارک علم و فناوری گیلان
- پارک علم و فناوری لرستان
- پارک علم و فناوری مازندران
- پارک علم و فناوری مرکزی
- پارک علم و فناوری هرمزگان
- پارک علم و فناوری همدان
- پارک علم و فناوری یزد
- پارک فناوری و نوآوری صنعت نفت
- پارک زیست‌فناوری خلیج‌فارس (قشم)

## وبگاه‌های مرتبط
- وزارت علوم، تحقیقات و فناوری بایگانی‌شده  در ۳ دسامبر ۲۰۰۳ توسط Wayback Machine
- پارک علم و فناوری ایرانیان
- سایت اکوموتیو/لیست پارک های علم و فناوری